# BSC Rehberge 1945
Der BSC Rehberge 1945 ist ein deutscher Sportverein aus Berlin-Wedding. Heimstätte des Clubs ist das Stadion Rehberge, welches sich im Volkspark Rehberge befindet.

## Fußball
Der BSC Rehberge wurde 1945 nach dem Ende des Zweiten Weltkrieges unter der Bezeichnung SG Rehberge gegründet. Die Sportgruppe setzte sich überwiegend aus Spielern der beiden ehemaligen Berliner Clubs BFC Columbia 1935 und Helios 1919 Berlin zusammen. Die SG Rehberge trat nicht sofort im höherklassigen Berliner Fußball in Erscheinung, etwaige Teilnahmen an der Berliner Stadtliga fanden nicht statt.
Ab 1947 trat der Club kurzzeitig als BFC Rehberge auf, fusionierte aber 1951 mit dem SC Rehberge zum BSC Rehberge. Dem BSC gelang auch im Fusionsjahr der erstmalige Aufstieg in die Amateurliga Berlin, in welcher der Club mit mehreren Unterbrechungen bis 1974 agierte. Beste Platzierungen waren in den Spielzeiten 1953/54 sowie 1954/55 jeweils vierte Plätze. Rehberge hatte hinter den späteren Aufsteigern Hertha Zehlendorf und BFC Südring allerdings deutlichen Rückstand, zu einem eventuellen Aufstieg bestand keine realistische Chance. Von 1949 bis 1970 stellte der Verein mit Paul Rusch den Vorsitzenden des Verbandes Berliner Ballspielvereine.
1974 stieg der BSC bedingt durch die Ligareform (Abschaffung der Regionalliga Berlin) letztmals aus der Amateurliga ab. 1983 meldete sich Rehberge für eine Spielzeit in der Fußball-Oberliga Berlin zurück. Mit lediglich neun Saisonpunkten stieg der BSC gemeinsam mit Preußen Wilmersdorf postwendend wieder ab. Im Anschluss versank der Club im unterklassigen Fußball West-Berlins. Seit der Saison 2015/16 spielt der BSC in der Landesliga Berlin.

### Statistik
- Teilnahme Oberliga Berlin: 1983/84
- Teilnahme Amateurliga Berlin: 1950/51 bis 1958/59, 1965/66, 1966/67, 1973/74
- Ewige Tabelle der Berlin-Liga: 75. Platz

## Badminton
Auf überregionale Erfolge kann insbesondere die Badmintonabteilung des Vereins verweisen. Die größten Erfolge wurden in den 1960er Jahren erzielt. So wurde das Team aus dem Wedding 1965, 1966, 1968 und 1969 Dritter der deutschen Mannschaftsmeisterschaften. Hinzu kommen noch Medaillengewinne von Sportlern des BSC Rehberge bei den deutschen Meisterschaften im Damen-Doppel und im Mixed.

## Lacrosse
Seit 2002 gibt es im BSC Rehberge für die Sportart Lacrosse den Verein Victoria Lacrosse, der zunächst ein Herrenteam und im Jahr 2011 auch ein Damenteam etablierte. Beide Teams sind erfolgreich im Ligabetrieb des DLaxV tätig. Während das Herrenteam aktuell mit einer Mannschaft in der 1. Bundesliga Nord/Ost vertreten ist, haben die Damen inzwischen eine erste Mannschaft ausschließlich mit Mitgliedern des eigenen Vereins und eine zweite Mannschaft als Spielgemeinschaft in der 1. Bundesliga Ost.
Die Victoria ist der Patron und Namensgeber von Victoria Lacrosse. Der Siegesspeer und Lorbeerkranz in der Hand der Victoria symbolisieren den Siegeswillen und die Spielstärke der Victorianer. Der Verein nimmt damit Bezug auf die 8,30 Meter hohe und 35 Tonnen schwere Statue der Victoria auf der Berliner Siegessäule.

### Statistik
- In der Saison 05/06 wurde Victoria Lacrosse Meister ODLL.
- In der Saison 06/07: Vizemeister ODLL.

## Cricket
Die heutige Cricketabteilung des BSC Rehberge wurde 2007 als Havelländischer Cricket Club Werder gegründet und trat 2019 dem BSC Rehberge bei. Ende 2014 wechselten mehrere Spieler des aufgelösten Rekordmeisters DSSC Berlin (Der Sports & Social Club zu Berlin und Brandenburg e. V.) zum HCCW, weshalb auch die heutige Abteilung des BSC Rehberge in der Tradition des DSSC gesehen wird. Als Spielstätte nutzt die Mannschaft wie alle Berliner Cricketvereine das Maifeld sowie gelegentlich den Cricketplatz im Werderaner Ortsteil Bliesendorf.

### Erfolge
Der HCCW konnte vier ostdeutsche Titelgewinne verzeichnen, die jeweils zur Teilnahme an der nationalen Endrunde um Meisterschaft bzw. Pokal berechtigen. Als BSC Rehberge gewann die Mannschaft einen deutschen Meistertitel sowie zwei weitere ostdeutsche Titel.
- T20 Deutscher Meister: 2023[7]
- Meister der Bundesliga Ost (50 Overs): 2015[8], 2016[9], 2018[10], 2022[11]
- Sieger des Vereinspokals Ost (Twenty20): 2018[12], 2021[13]

### Bilanz auf nationaler Ebene
| Saison | 50 Overs      | Twenty20   |
| ------ | ------------- | ---------- |
| 2015   | Finale        |            |
| 2016   | Halbfinale    |            |
| 2017   |               |            |
| 2018   | Viertelfinale | Halbfinale |
| 2019   |               |            |
| 2020   |               |            |
| 2021   |               | Finale     |
| 2022   | Finale        |            |
| 2023   |               | Meister    |